# صداقة (أرومية)
صداقة هي قرية في مقاطعة أرومية، إيران. يقدر عدد سكانها بـ 533 نسمة بحسب إحصاء 2016.